# ریموند چی‌ین
ریموند چی‌ین (به چینی: 錢果豐) (زاده ۲۶ ژانویه ۱۹۵۲) کارآفرین، بانکدار، سیاست‌مدار و مدیر ارشد اجرایی هنگ کنگی-ژاپنی است، که در حال حاضر به‌عنوان رییس هیئت مدیره هنگ سنگ بانک فعالیت می‌نماید. وی همچنین از اعضای هیئت مدیره اچ‌اس‌بی‌سی می‌باشد.